# Gute Dokumentationspraxis
Gute Dokumentationspraxis (meist mit GDocP abgekürzt, um es von „Good Distribution Practice“, auch mit GDP abgekürzt, unterscheiden zu können) ist ein Begriff der pharmazeutischen Industrie, um die Normen, wie Dokumente erstellt und aufrechterhalten werden sollen, zu beschreiben. Zuständige Behörden sind dafür verantwortlich, Abweichungen jeglicher Form durch Anmerkungen und Beobachtungen zu beseitigen.

## Grundsätze der GDocP
Eine gute Dokumentation ist ein wichtiger Aspekt im Bereich des Qualitätssicherungssystems. Alle Arten von Dokumenten die verwendet werden, sollen vollständig im Qualitätsmanagementsystem des Herstellers definiert sein. Dokumentationen können auf viele verschiedene Arten durchgeführt werden, einschließlich von Papierform, elektronischen oder photographischen Medien. Das angestrebte Ziel hierbei ist, alle Aktivitäten (welche direkt oder indirekt mit den Qualitätsaspekten des Produktes zu tun haben) im genutzten Dokumentationssystem zu kontrollieren, zu überwachen und aufzuzeichnen. Das Qualitätsmanagementsystem sollte detaillierte und ausreichende Aufzeichnungen zur Erleichterung eines allgemeinen Verständnisses über die Anforderungen für jedermann beinhalten. Dies dient dazu einer zufriedenstellenden Dokumentation verschiedener Prozesse und Bewertungen von Beobachtungen Rechnung zu tragen und somit eine fortlaufende Anwendung gegebener Anforderungen vorzeigen zu können.
Es existieren zwei generelle Dokumentationstypen: Zum einen gibt es bestimmte Vorschriften (Anweisungen, Anforderungen) und zum anderen Protokolle oder Berichte. Eine gute Dokumentationspraxis sollte dem jeweiligen Dokumentationstyp entsprechend angepasst sein.
Ebenso sollten passende Kontrollen eingeführt werden, um Verfügbarkeit, Richtigkeit, Lesbarkeit und Genauigkeit der Dokumente sicherzustellen. Gegebene Anweisungen sollten frei von Fehlern und schriftlich jederzeit verfügbar sein. Der Ausdruck „schriftlich“ soll hier aufgezeichnet oder in Medien dokumentiert bedeuten. Diese sollten in Daten in einer für den Menschen lesbaren Form wiedergegeben werden können.

## Allgemeine Anforderungen
| Grundlagen                             | GDocP Anforderungen |
| -------------------------------------- | --- |
| Übersichtliche Dokumentierung          | Alle Dokumente müssen auf eine akkurate und in einer beständigen Art und Weise geschrieben werden, was der Fehlervermeidung dient. Falls verschiedene Dokumente im Zusammenspiel miteinander eingesetzt werden, sollte jedes auf das jeweils andere verweisen. Unter Zuhilfenahme von offiziellen Dokumentennummern ist sicherzustellen, dass ein Zusammenhang zwischen zwei oder mehreren Dokumenten/Aufzeichnungen besteht. |
| Nicht entfernbare Tinte                | Um zu gewährleisten, dass alle bereits ausgefüllten bzw. noch auszufüllenden Aufzeichnungen auch noch nach langer Zeit leserlich sind, muss dafür geeignete Tinte verwendet werden. Dies schließt die Nutzung von Bleistiften oder entfernbarer Tinte aus. Die gewählte Farbe sollte bereits im Voraus spezifiziert werden. In der Regel werden blau oder schwarz ausgewählt, da früher die Scannertechnologie nur begrenzt Farben erkennen und kopieren konnte. Heutzutage ist dies jedoch durch die fortschrittlicheren Scanner und Farb-Kopierer kein Problem mehr. |
| Lesbare Handschrift                    | Ein unleserliches Dokument ist nutzlos, weswegen man darauf achten muss, dass im Falle eines handschriftlichen Dokuments, die Handschrift leserlich ist. Alle Einträge müssen in dem Moment eingetragen werden, in welchem die Arbeitsschritte durchgeführt werden. Diese sollten des Weiteren klar bezeichnet und datiert werden. Das gilt selbstverständlich auch für elektronische Dokumente, diese müssen ebenfalls sprachlich klar und eindeutig sein. |
| Nachprüfen und anerkennen              | Dokumente und Aufzeichnungen sollten von jemandem überprüft werden, welcher zuvor nicht den Auftrag hatte sicherzustellen, dass die niedergeschriebenen Informationen genau und fehlerfrei sind. Eine Unterschritt mit Datum des Gutachters bestätigt die erfolgte Prüfung der Dokumente. |
| Personal Unterschrift                  | Handgeschriebene Unterschriften müssen individuell und im Unterschriften Register aufgeführt sein. Dadurch ist sichergestellt, dass jede Unterschrift zu einem Mitarbeiter oder Vertragsarbeiter zurückverfolgt werden kann. Mitarbeiter haben nicht das Recht für einen Kollegen zu unterschreiben, es sei denn, sie wurden damit beauftragt. Unterschriften dürfen unter keinen Umständen gefälscht werden. Die Verwaltung des Unterschriftenregisters sollte ein geregelter Ablauf sein, welcher regelmäßig überprüft wird um sicherzustellen, dass das Register jederzeit auf dem neuesten Stand ist. Neue Mitarbeiter sollten während der Einarbeitung ihre Unterschrift eintragen. Des Weiteren muss das Register darauf hinweisen, wenn Mitarbeiter nicht mehr Teil des Betriebs sind. Elektronische Unterschriften müssen dieselben Anforderungen erfüllen. |
| Signierte Delegation von Verantwortung | In dem Fall, dass ein wichtiger Mitarbeiter für längere Zeit abwesend ist, muss er/sie ihre Pflichten an eine andere ebenfalls qualifizierte Person delegieren. Die Delegation muss: - vordefiniert in einem Dokument (z. B. SOP) oder - dokumentiert mit den Namen aller Beteiligten und - unterschrieben von der Person, die ihre Pflichten delegiert, sein. Außerdem muss die Delegation von einem ranghöheren Mitarbeiter genehmigt werden. |
| Seitennummerierung                     | GMP Dokumente sollten nummeriert/paginiert sein und den folgenden Standard von 'X von Y' nutzen, um auf die gesamt Anzahl der Seiten innerhalb des Dokumentes hinzuweisen. |

## Normen der GDP/GDocP

### Dokumentationserstellung
- Es sollte zeitgleich mit dem Ereignis beschrieben werden[2][3][4]
- Nicht handschriftlich (abgesehen von den bereits vorhandenen handschriftlichen Einträgen)[2]
- Bei elektronischer Erstellung muss die Dokumentation auf Genauigkeit geprüft werden[2]
- Sollte frei von jeglichen Fehlern sein[3][5][6]
- Für einige Dateitypen wird empfohlen, dass Aufzeichnungen in einem Format vorliegen, das eine Trendauswertung ermöglicht

### Dokumentenbilligung
- Von entsprechend befugtem Personal genehmigt, unterschrieben und unterzeichnet[2][6][7]

### Handschriftliche Einträge
- Ein angemessener leerer Raum sollte für eventuell zusätzliche handschriftliche Einträge freigehalten werden[2][4]
- Handschriftliche Einträge müssen mit unlöschbarer Tinte geschrieben werden[2][4][6]
- Fehler (z. B. Rechtschreibfehler, Lesbarkeit der Einträge etc.) müssen verbessert werden und der Grund der Verbesserung ist anzugeben
- Kritische Einträge müssen unabhängig überprüft werden (SPV, Verifizierung durch eine zweite Person)[2][7]
- Es werden keine Räume für handschriftliche Einträge leer gelassen – sollten diese unbenutzt bleiben, muss man diese durchstreichen oder „N/A“ (oder ähnlicher Text) eintragen
- Unterführungszeichen oder Verlängerungszeichen sind nicht erlaubt
- Eine Marke anstatt einer handschriftlichen Unterschrift ist nicht erlaubt

### Kopien von Dokumenten
- Klar, lesbar[2][4]
- Fehler werden nicht übernommen/eingeführt[2][4][7]

### Dokumentenwartung
- Regelmäßige Überprüfung und Aktualisierung[2][5]
- Verwahrung und Verfügbarkeit für eine angemessene Zeit[2][5][7]
- Elektronische Dokumentenverwaltungssysteme werden gültig gemacht[5]
- Elektronische Aufzeichnungen werden gesichert[2][5]

### Änderung der Dokumente
- Veränderter Text wird nicht verdunkelt (z. B.  keine Korrekturflüssigkeit wie Tipp-Ex oder ähnliches)[2][3][4][6]
- An passender Stelle muss der Grund für die Änderung angemerkt werden[2][3][4][6][7]
- Kontrollen werden zur Verbeugung von unachtsamen Gebrauch von ersetzten Dokumenten durchgeführt[2][4]
- Elektronisch vorliegende Versionen der Dokumente dürfen nur von autorisiertem Personal abgeändert werden[2][3]
- Der Zugang zu elektronisch vorliegenden Versionen von Dokumenten muss durch Kennwörter oder anderen Mitteln geschützt sein[2]
- Der Verlauf/History (Prüfpfad/Bilanzspur) muss trotz Änderungen und Löschungen aufrechterhalten werden[2][3][5][6]
- Unterstützende Dokumente können dem Originaldokument als Anlage zur Klarstellung oder Aufnahme von Daten/Datenaufnahme beigefügt werden. Anlagen sollten mindestens einmal auf die Originaldokumente verweisen. Idealerweise sollte jede Seite der Anlage klar gekennzeichnet sein (z. B. markieren mit „Anlage X“, Seite X von Y, unterschrieben und datiert von der Person, die es beigefügt hat usw.)

## Interpretation von GDP/GDocP
Von der oben genannten Durchführungsleitung können zusätzliche Erwartungen oder Zuteilungen durch Erweiterungen abgeleitet werden. Unter diesen sind:
- Das Verbot, Seiten zu entfernen – Das Entfernen einer Seite würde die davor vorhandenen Dateien unbedeutend machen und ist deshalb nicht erlaubt.
- Die gestempelten Unterschriften in Asien – die Kultur von bestimmten asiatischen Ländern und die Kontrollen, welche sie verwenden, haben anerkannt, dass diese einen Stempel ihrer Unterschrift benutzen dürfen.
- Datum und Zeitformate – Die Daten können in einer großen Vielfalt von Formaten geschrieben werden, die bei Personal mit unterschiedlichen kulturellen Hintergrund zu Verwirrung führen kann. Dort, wo verschiedene Kulturen aufeinandertreffen, kann ein Datum wie „07-05-10“ verschiedene Bedeutungen haben und somit die oben genannten Normen der GDocP, in welchen Klarheit gefordert wird, verletzen.
- Umschrift/Abschreibung/Protokoll – Die Umschreibung einer Datei/eines Dokumentes, in welcher das originale Dokument nicht behalten wird, macht die ursprünglichen Dateien unbedeutend und ist daher verboten. Eine Umschreibung kann dann sinnvoll sein, wenn das Original eine schlechte Schreibqualität hat oder das Dokument physisch beschädigt ist. Dennoch sollte dies klar als eine Abschrift/Umschreibung gekennzeichnet und das Original behalten werden.
- Schmierpapier, Haftnotizen – Eine beabsichtigte Aufnahme grober/roher Daten auf nichtamtlichen Aufzeichnungen ist eine geplante Abschrift/Umschreibung und deshalb verboten.
- Anmerkungszeichen (*) als Teil einer Bemerkung einer handschriftlichen Änderung vermeiden – Dort, wo es nicht genügend freien Raum für eine Notiz gibt, ist es üblich, ein Anmerkungszeichen (oder ein anderes Zeichen) in der Nähe des zu korrigierenden Eintrags zu schreiben und dann dasselbe Zeichen und die Notiz an einer freien Stelle einzutragen. Hier besteht die Gefahr, dass zusätzliche Änderungen von einer anderen Person an dem Dokument, welches dasselbe Anmerkungszeichen verwendet, vorgenommen werden können. Dadurch wird die Notiz für alle Änderungen mit dem Zeichen geltend gemacht. Deswegen gibt es Stimmen gegen den Gebrauch von Anmerkungszeichen. Andere jedoch akzeptieren diese, sofern die Notiz die Zahl der Änderungen, auf die verwiesen wird, klar einschließt, wie beispielsweise
- „Drei Einträge oben haben sich aufgrund von Eingabefehlern geändert. KAM 13-Jan-2011“. Bisher sind keine Beispiele von Agenturen bekannt, die eine solche Notiz zurückweisen würden.

## ALCOA+
Im englischen Sprachraum wird häufiger der Begriff ALCOA+ verwendet. ALCOA+ steht für zuordenbar, lesbar, zeitgleich, original, genau, vollständig, konsistent, dauerhaft und verfügbar (assignable, readable, contemporaneous, original, accurate, complete, consistent, durable and available).